# EPIC 202071289
EPIC 202071289 — затменная двойная звезда в созвездии Близнецов на расстоянии приблизительно 868 световых лет (около 266 парсек) от Солнца. Видимая звёздная величина звезды — +10,975m.

## Характеристики
Первый компонент — жёлтая звезда спектрального класса G. Радиус — около 1,7 солнечного, светимость — около 2,4 солнечной. Эффективная температура — около 5865 K.

## Планетная система
В 2016 году командой астрономов, работающих с фотометрическими данными в рамках проекта Kepler-K2, было объявлено об открытии кандидата в планеты EPIC 202071289.01.